# Stane Bonač
Stane Bonač, slovenski inženir, strokovnjak za papirništvo, * 14. marec 1908, Ljubljana, †  2. junij 2007, Ljubljana.

## Življenje in delo
Diplomiral je 1929 na univerzi v Grenoblu iz elektrotehnike in prav tam 1930 tudi iz papirniške stroke. Zaposlen je bil v tovarni lepenke, kartona in papirja na Količevem (1931-1942) in kartonažni tovarni v Ljubljani (1942-1945). Po osvoboditvi je delal na glavni direkciji zvezne industrije celuloze in papirja v Ljubljani (1946-1950), nato kot tehnični direktor v Papirnici Vevče (1951-1957). Leta 1957 se je posvetil raziskovalnemu delu, bil soustanovitelj Inštituta za celulozo in papir ter njegov direktor (1969-1974). Kot eden redkih strokovnjakov za papirništvo je že pred 2. svetovno vojno vplival na hiter in uspešen razvoj industrije celuloze in papirja v Sloveniji, po osvoboditvi pa v celi Jugoslaviji. Napisal je strokovno knjigo več člankov, razprav in analiz objavljenih v domači in tuji strokovni literaturi ter sodeloval pri pripravi več slovarjev.